# Dekanat Dębica Zachód
Dekanat Dębica Zachód – jeden z dekanatów wchodzący w skład diecezji tarnowskiej.
W skład dekanatu wchodzą parafie:
- Borowa – parafia Najświętszej Maryi Panny Częstochowskiej
- Chotowa – parafia Matki Bożej Bolesnej
- Czarna – parafia Matki Bożej Nieustającej Pomocy
- Dębica – parafia Matki Bożej Anielskiej
- Dębica-Latoszyn – parafia Najświętszego Serca Pana Jezusa
- Gumniska – parafia Wniebowzięcia NMP
- Podgrodzie – parafia Przemienienia Pańskiego
- Straszęcin – parafia Wszystkich Świętych i Niepokalanego Serca NMP
- Wiewiórka – parafia św. Maksymiliana M.Kolbego